# Praszywe (Dolina Łatana)

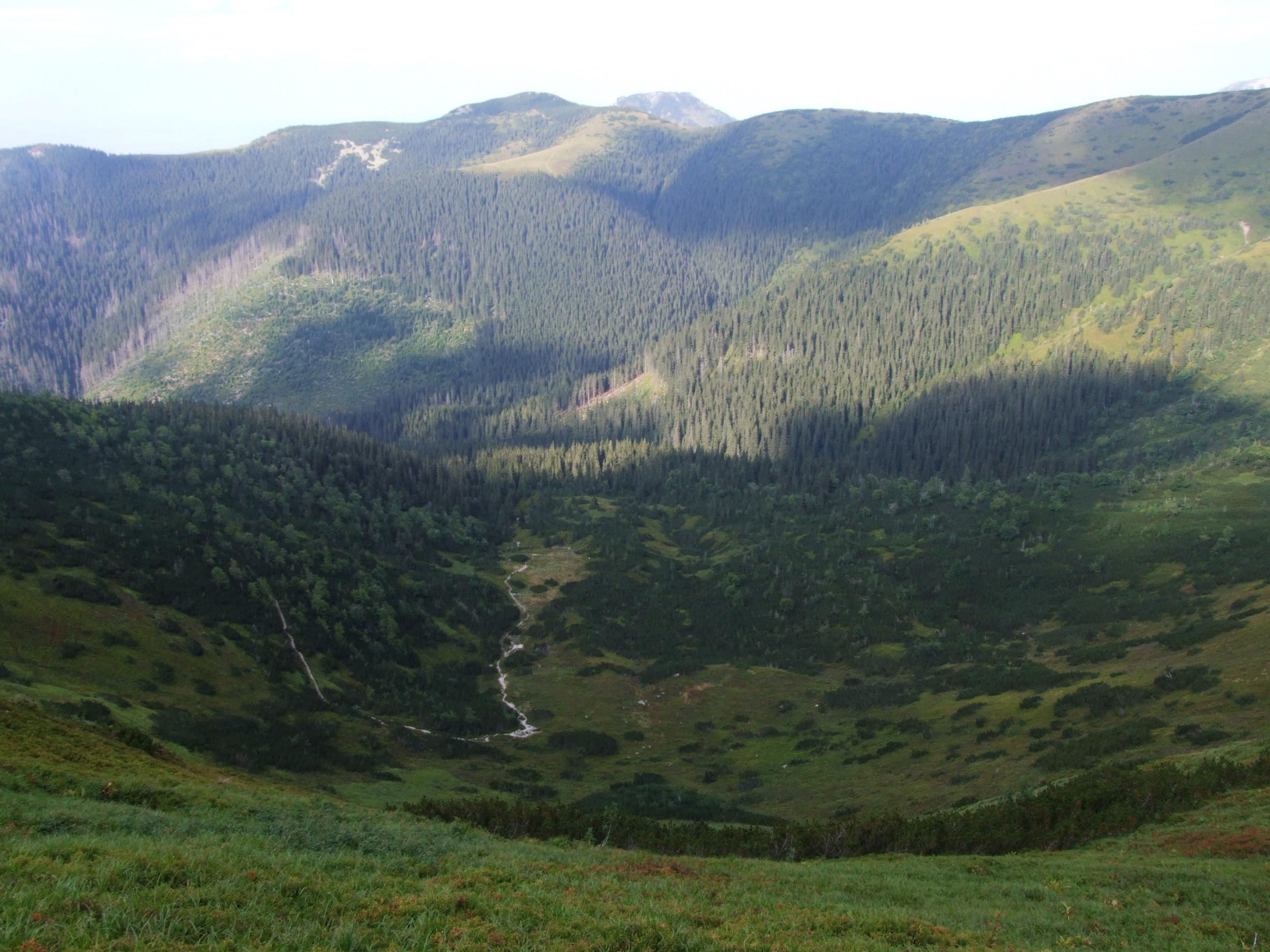
Widok z Rakonia na kocioł Praszywe

Praszywe (słow. Prašivé) – cyrk lodowcowy w  Dolinie Zadniej Łatanej w słowackich Tatrach Zachodnich. Józef Nyka używa polskiej nazwy Parszywe. Kocioł Praszywe (Parszywe) znajduje się pod północnymi stokami Rakonia, z trzech stron ograniczony jego granią i dwoma grzędami opadającymi z tej grani do Doliny Zadniej Łatanej. Od północnej strony kocioł zamknięty jest wałem morenowym, z podnóży którego wypływa jeden ze źródłowych cieków Łatanego Potoku.
Dolina Zadnia Łatana jest górnym piętrem Doliny Łatanej. W czasie ostatniego zlodowacenia lodowiec w Dolinie Łatanej dochodził do wysokości 1200 m i pozostawił dno zasłane morenami.